# نصیر بوندا
نصیر بوندا (انگلیسی: Naseer Bunda؛ زادهٔ ۱۵ مهٔ ۱۹۳۲) بازیکن سابق هاکی روی چمن اهل پاکستان است.
وی در مسابقات کشوری و بین‌المللی در مجموع برندهٔ ۲ مدال طلا، ۱ مدال نقره شده‌است.